# Wilsberg: Die fünfte Gewalt
Die fünfte Gewalt ist die 54. Folge der Fernsehfilmreihe Wilsberg. Der Film basiert auf der Wilsberg-Figur von Jürgen Kehrer. Die Erstausstrahlung erfolgte am 4. Februar 2017 im ZDF. Regie führte Hansjörg Thurn, das Drehbuch schrieb Stefan Rogall.

## Handlung
Privatdetektiv Georg Wilsberg wird Zeuge eines Streits, als er abends allein in einem Lokal sitzt. Er bietet der jungen Frau seine Hilfe an und kommt mit ihr ins Gespräch. Er erfährt, dass sie, Nina Kröner, als freie Journalistin arbeitet, doch ehe er sich versieht, wird sie vor seinen Augen umgebracht. Sofort beginnt er, eigenmächtig Ermittlungen anzustellen. Er will sich in der Wohnung der Toten umsehen und trifft dort unverhofft auf eine Frau, die sich als Nina Kröners Vermieterin ausgibt und sich nach Wilsbergs Erscheinen sehr schnell verabschiedet. Der Detektiv findet Hinweise, die darauf deuten, dass Nina Kröner mit dem Kommunalpolitiker Benjamin Frehse liiert ist, der sich gerade für die Übernahme eines Klinikverbundes durch einen neuen Investor starkmacht. Doch genau über diese Entwicklung hatte die Journalistin gerade recherchiert, und ihre Erkenntnisse wollte sie der Anti-Lobby-Organisation „Lobby Scan“ zur Verfügung stellen, dessen Leiter Carl Brinkhoff ist, mit dem sich Nina Kröner vor ihrem Tod gestritten hatte. Nach Brinkhoffs Angaben hatte sie jedoch Skrupel bekommen und ihm ihre Unterlagen nicht weitergegeben.
Für Wilsberg tut sich damit ein klares Motiv für den Mord auf, und er konzentriert sich auf die „Agentur Teerhagen Consulting“, die der Hauptwidersacher von „Lobby Scan“ ist und den Politiker Benjamin Frehse bei seiner Arbeit unterstützt und fördert. Dort laufen nun einige Fäden zusammen, denn Wilsberg erkennt die unabhängige und gesellschaftskritische Bloggerin Johanna Rothenburg, die früher sogar bei Teerhagen Chefsekretärin war, als die Frau, die sich als Vermieterin ausgab. Alex wiederum soll ausgerechnet im Auftrag Teerhagens, des Inhabers der Agentur, eine Diffamierungsklage gegen „Lobby Scan“ einreichen. Im Rahmen der Zusammenarbeit mit dem aalglatten Lutz Teerhagen erkennt Alex, dass dieser ein knallharter Stratege ist und Benjamin Frehse nur für seine Ziele einsetzt. Ihr gegenüber äußert er, dass echter Erfolg aufgebaut werden will und dafür müsse man die Weichen stellen – mitunter Jahre im Voraus, um Chancen nutzen zu können, wann immer sie sich ergeben. Da Alex das mit ihrer Grundeinstellung und ihrem Rechtsempfinden nicht in Einklang bringen kann, kündigt sie ihre Anstellung.
Wilsberg wird derweil Zeuge, wie fanatisch Carl Brinkhoff für seine Ziele kämpft, die Menschen über das aufzuklären, was die Politik einfach so entscheidet und den Bürgern als „sinnvoll“ verkaufen will. So wird dem neuen Investor vorgeworfen, als Zugeständnis für die Sicherung der Arbeitsplätze des maroden Klinikverbundes Sicherheitsstandards missachten zu dürfen. In einer öffentlichen Veranstaltung wird Brinkhoff Benjamin Frehse gegenüber handgreiflich, und Wilsberg hält ihn – so in Rage – auch eines Mordes für fähig.
Kurz nach diesem Vorfall wird Frehse erpresst, und er bittet Wilsberg, das Geld zu überbringen. Als er seinem angeblichen Freund Teerhagen davon berichtet, gibt dieser ihm die Anordnung, alles auf Wilsberg abzuschieben und die Polizei zu informieren. Damit hofft Teerhagen, ausreichend Zeit zu haben, um den wahren Erpresser, bei dem es sich um die Bloggerin handelt, aufzuspüren und ihr das Recherchematerial, das sie aus der Wohnung der ermordeten Journalistin entwendet hat, abzunehmen.
Wilsberg kommt immer mehr zu der Erkenntnis, dass Nina Kröner bei ihren Recherchen mehr als nur die Machenschaften des Investors aufgedeckt hat. Hinweise deuten auf eine Verstrickung von Teerhagen und einem Maximilian Sydow, der als kaltblütiger Killer bekannt ist, aber bisher nicht verurteilt werden konnte. Wilsberg kann Johanna Rothenburg davon überzeugen, mit dem Belastungsmaterial zur Polizei zu gehen, doch als sie die Unterlagen holen wollen, werden sie von Teerhagens Handlanger Sydow überfallen. Rothenburg wird dabei getötet, doch Wilsberg kann entkommen. Unbeirrt begibt er sich zu Frehse und Teerhagen, die gerade erfahren haben, dass sich ihr Investor zurückgezogen hat, und entsprechend genervt sind. Frehse erkennt zwar, dass Teerhagen ihn permanent belogen hat, um ihn in seinem Sinne zu manipulieren, und ihm ist auch klar, dass er für den Tod seiner Freundin verantwortlich ist, doch ist er nicht in der Lage, sich von ihm loszusagen. Beim Eintreffen der gerufenen Polizei belastet er weiter Wilsberg. Gegen Teerhagen liegen leider noch keine Beweise vor, dass er alles aus dem Weg räumen ließ, was der politischen Karriere seines Freundes Frehse im Wege stand. Wilsberg ist sich jedoch sicher, dass in dem Recherchematerial der Journalistin etwas zu finden sein wird. Trotzdem lässt Teerhagen am Ende Sydow ermorden, damit auch dieser Zeuge beseitigt ist.

## Hintergrund
Die fünfte Gewalt wurde 2015 in Köln, Münster und Umgebung gedreht.
Der Running Gag „Bielefeld“ verweist in dieser Folge in Minute 38 auf den Ort wo Marion Brinkhoff Jura studiert hatte.
Bei dem Musiktitel am Ende der Episode handelt es sich um I Ride Alone von Lee Clayton aus dem Jahr 1979.
Die fünfte Gewalt erschien zusammen mit der Folge Der Betreuer von Polarfilm auf DVD.

## Rezeption

### Einschaltquote
Bei der Erstausstrahlung von Die fünfte Gewalt am 4. Februar 2017 im ZDF wurde der Film in Deutschland von insgesamt 7,18 Millionen Zuschauern gesehen und erreichte einen Marktanteil von 22,7 Prozent.

### Kritik
Bei der Frankfurter Neuen Presse schrieb Ulrich Feld: „Es gibt wenig Witz diesmal, die augenzwinkernde Gemütlichkeit und Privatheit der Figuren bleibt weitgehend außen vor. Man vermisst sie aber auch nicht, dafür zeigen sich die Krimi-Elemente zu gut ausgebaut.“ „Der ungewöhnliche, [intelligent verschachtelte] Aufbau [von diversen Rückblenden] erfordert dabei eine gewisse Konzentration.“
Tilmann P. Gangloff meinte bei tittelbach.tv: „Mit ‚Die fünfte Gewalt‘ findet die Reihe dank einer cleveren Dramaturgie und ansprechender Inszenierung zu alter Stärke zurück: Stefan Rogalls Drehbuch überrascht mit vielen unerwarteten Wendungen, Hansjörg Thurns Regie sorgt für eine derart große innere Spannung, dass der Film mit Ausnahme des Thriller-Einstiegs sogar auf übliche Krimielemente verzichten kann.“
Die Redaktion der Westfälischen Nachrichten lässt diesmal Harald Suerland den Krimi beurteilen und dieser kommt zu dem Urteil: „Eigentlich hätte die Episode auch Kommissar Zufall heißen können, denn wie Titelheld Wilsberg in den Mord an der Journalistin verstrickt war, wie er ihre Kollegin kennenlernte, wie er lange vor der Polizei auf den Politiker Frehse und auf die Frau des Lobby-Bekämpfers kam – das ging weit über die Grenzen der Plausibilität hinaus.“
TV Spielfilm urteilte, „Mord und Gemauschel in Münster, das ergibt eine ganz akzeptable Krimikost mit gutem Personal.“